# نورگای ۶۴۸۱
سیارک ۶۴۸۱ (به انگلیسی: 6481 Tenzing، نامگذاری:1988RH2) شش هزار و چهارصد و هشتاد و یکمین سیارک کشف شده‌است که در ۹ سپتامبر ۱۹۸۸ کشف شد.
قدر مطلق سیارک برابر ۱۳٫۳۰ است.